# Кубок Німеччини з футболу 1960
Кубок Німеччини з футболу 1960 — 17-й розіграш кубкового футбольного турніру в Німеччині. Восьмий кубковий турнір на території Федеративної Республіки Німеччина після закінчення Другої світової війни. У кубку взяли участь 5 команд, по одній від кожної федеральної області. Переможцем кубка Німеччини вперше стала менхенгладбаська Боруссія.

## Кваліфікаційний раунд
| Команда 1               | Рахунок | Команда 2 |
| ----------------------- | ------- | --------- |
| 6 серпня 1960           |         |           |
| Герта (Західний Берлін) | 0:1     | Пірмазенс |

## Півфінали
| Команда 1       | Рахунок | Команда 2                |
| --------------- | ------- | ------------------------ |
| 7 вересня 1960  |         |                          |
| Гамбург         | 0:2     | Боруссія (Менхенгладбах) |
| Карлсруе СК     | 3:4*    | Пірмазенс                |
| 21 вересня 1960 |         |                          |
| Карлсруе СК     | 2:0     | Пірмазенс                |

* - гра була переграна через те, що у складі Пірмазенса виступав дискваліфікований гравець.

## Фінал
| 5 жовтня 1960 20:00 (CET) |

| Боруссія (Менхенгладбах)         | 3:2      | Карлсруе СК            |
| -------------------------------- | -------- | ---------------------- |
| Мюльгаузен 5' Кон 25' Брюльс 60' | Протокол | Геррманн 22' Шварц 58' |

| Рейнштадіон, Дюссельдорф Глядачів: 49 000 Арбітр: Альберт Душ |